# Watzerath
Watzerath település Németországban, Rajna-vidék-Pfalz tartományban. Lakosainak száma 420 fő (2023. december 31.).

## Népesség
A település népességének változása:
| Lakosok száma | 317  | 413  | 416  | 436  | 422  | 420  |
|               | 1975 | 2017 | 2019 | 2021 | 2022 | 2023 |